# Ferrari 195 Inter
195 Inter е Gran Turismo спортен автомобил, произвеждан от Ferrari през 1950 г. Моделът е представен на Парижкия автосалон през 1950 г. и е бил подобен на 166 Inter (представен година по-рано). 195 Inter е бил насочен към богата клиентела. Като последните 166 Inters, междуосието е било удължено с 80 mm и е достигнало дължина от 2,500 mm. Истинската разлика обаче идвала от 2.3-литровия Ferrari Colombo V12 двигател. Работата по каросерията била поръчкова и 27 броики били произведени за по-малко от година. По-мощният, но като цяло идентичен модел – Ferrari 212 Inter е представен през 1951 г. на Парижкия автосалон и е надживял 195.
Увеличаването на работния обем на двигателя е увеличен чрез увеличаване на диаметъра на буталото от 60 на 65 mm, но ходът остава непроменен на 58.8 mm. Един Вебер 36DCF карбуратор е монтиран по стандарт за максимална мощност от 132 к.с. Някои модели позвали три карбуратора.

## Бройки
Шасито с номер 0117S, 195 Inter Berlinetta от Motto, която получила нова каросерия, използвайки компоненти от Ferrari Monza Spider през 1956 г. е открито през 2006 г. след 40 години. Точно този шосеен автомобил се е състезавал през 1951 г. на Миле Миля.